# Dimitri Dragin

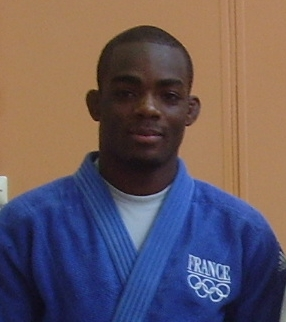
Dimitri Dragin (2009)

Dimitri Dragin (* 2. Dezember 1984 in Le Havre) ist ein ehemaliger französischer Judoka. Er war Dritter bei den Europameisterschaften 2013.

## Sportliche Karriere
Der 1,65 m große Dragin Darbelet trat bis 2009 meist im Superleichtgewicht bis 60 Kilogramm an, ab 2010 startete er im Halbleichtgewicht bis 66 Kilogramm.
Dragin erhielt 2006 Bronze bei den Teamweltmeisterschaften und Silber bei den Teameuropameisterschaften. Bei den im Dezember 2006 in Suwon ausgetragenen Weltmeisterschaften der Studierenden gewann er den Titel. Im April 2007 erreichte er in Rom seinen ersten Sieg bei einem Weltcup-Turnier. Bei den Olympischen Spielen 2008 in Peking gewann er seine ersten drei Kämpfe, im Halbfinale unterlag er dem Österreicher Ludwig Paischer. Den Kampf um eine Bronzemedaille verlor er anschließend gegen den Usbeken Rishod Sobirov. 2009 siegte Dragin beim Grand-Slam-Turnier in Paris. 
Nach seinem Wechsel ins Halbleichtgewicht gewann er 2010 seinen einzigen französischen Meistertitel. Für die Olympischen Spiele 2012 wurde im Halbleichtgewicht David Larose nominiert. Bei den Europameisterschaften 2013 in Budapest unterlag er im Viertelfinale dem Russen Kamal Chan-Magomedow. Mit zwei Siegen in der Hoffnungsrunde erkämpfte sich Dragin eine Bronzemedaille, die andere Bronzemedaille gewann sein Landsmann David Larose. Dragin blieb noch bis 2015 international aktiv.